# 宮嶌裕二
宮嶌 裕二（みやじま ゆうし、1971年7月24日 - ）は、日本の実業家。株式会社モバイルファクトリー創業者・代表取締役。

## 人物・来歴
東京都生まれ。父は美容院の社長だったが、経営破綻して家は多額の借金を抱えた。1995年中央大学法学部卒業、ソフトバンク入社。お金持ちになるために起業したいと考えていたところ、誘いを受けて1999年にサイバーエージェントに入社し、オプトインメール事業の立ち上げを行う。2001年にモバイルファクトリーを創業し、2003年に株式会社化して代表取締役に就任。携帯電話ゲームなどの、モバイルコンテンツ事業を展開した。Japan Venture Awards 2007起業家部門委員長特別賞受賞。